# Klippa de calcare triasice Pârâul Cailor
Klippa de calcare triasice Pârâul Cailor (monument al naturii) este o arie protejată de interes național ce corespunde categoriei a III-a IUCN (rezervație naturală de tip geologic și paleontologic), situată în județul Suceava, pe teritoriul administrativ al comunei Breaza.

## Descriere
Rezervația naturală cu o suprafață de 0,10 hectare a fost declarată arie protejată prin Legea Nr.5 din 6 martie 2000 (privind aprobarea Planului de amenajare a teritoriului național - Secțiunea a III-a - zone protejate) și reprezintă o formațiune geologică, unde, în blocuri de calcare roșii, s-au descoperit resturi de faună fosilă depozitate în stâncă (pești, scoici, amoniți), atribuite perioadei geologice a Triasicului.